# Sucre (Cauca)
Sucre – miasto w Kolumbii, w departamencie Cauca.